# Les Contes de la nuit (série de films)
Ne doit pas être confondu avec Les Contes de la nuit (film, 2011) ou Les Contes de la nuit (téléfilm, 1992).
Les Contes de la nuit est une série cinématographique et télévisuelle d'animation française créé par Michel Ocelot,.
Elle se compose de deux séries et quatre films qui contiennent chacun, une compilation de courts métrages.
Chaque histoire contient des personnages différents. Mais chacune de ces histoire possèdent une introduction commune avec les 3 mêmes personnages : Théo (le vieux monsieur) (doublé par Yves Barsacq), le Garçon (doublé par Philippe Cheytion, puis Julien Béramis) et la Fille (doublée par Arlette Mirapeu, puis Marine Griset),.

## Fiche technique
| Équipe du tournage                        | Films et Séries          | Films et Séries              | Films et Séries              | Films et Séries                   | Films et Séries              | Films et Séries                                   |
| Équipe du tournage                        | Ciné Si (1989)           | Les Contes de la Nuit (1992) | Princes et Princesses (2000) | Dragons et Princesses (2010)      | Les Contes de la Nuit (2011) | Ivan Tsarevitch et la Princesse Changeante (2016) |
| ----------------------------------------- | ------------------------ | ---------------------------- | ---------------------------- | --------------------------------- | ---------------------------- | ------------------------------------------------- |
| Réalisateur(s)                            | Michel Ocelot            | Michel Ocelot                | Michel Ocelot                | Michel Ocelot                     | Michel Ocelot                | Michel Ocelot                                     |
| Producteur(s)                             | Didier Brunner           | Didier Brunner               | Didier Brunner               | Michel Ocelot                     | Philip Boëffard              | Philip Boëffard                                   |
| Producteur(s)                             | Jean-François Laguionie  |                              | Jean-François Laguionie      | Christophe Rossignon              | Christophe Rossignon         | Christophe Rossignon                              |
| Producteur(s)                             |                          |                              |                              | Ève Machuel                       |                              |                                                   |
| Scénariste(s)                             | Michel Ocelot            | Michel Ocelot                | Michel Ocelot                | Michel Ocelot                     | Michel Ocelot                | Michel Ocelot                                     |
| Compositeur(s)                            | Christian Maire          | Alain Marchall               | Christian Maire              | Christian Maire                   | Christian Maire              | Christian Maire                                   |
| Monteur(s)                                | Michèle Péju             | Michèle Péju                 | Michèle Péju                 | Patrick Ducruet                   | Patrick Ducruet              | Patrick Ducruet                                   |
| Monteur(s)                                | Anita Vilfrid            |                              | Anita Vilfrid                |                                   |                              |                                                   |
| Monteur(s)                                | Dominique Lefever        |                              | Dominique Lefever            |                                   |                              |                                                   |
| Box-office/Audiences                      | Inconnu                  | Inconnu                      | Inconnu                      | Inconnu                           | 1 762 194 $                  | Inconnu                                           |
| Durée                                     | 8 minutes (par épisodes) | 26 minutes                   | 70 minutes                   | 13 minutes (par épisodes)         | 84 minutes                   | 53 minutes                                        |
| Dates de sortie ou de diffusion en France | 3 avril 1989             | 1992                         | 26 janvier 2000              | 25 octobre 2010 - 5 novembre 2010 | 20 juillet 2011              | 28 septembre 2016                                 |
| Genre                                     | Animation                | Animation                    | Animation                    | Animation                         | Animation                    | Animation                                         |
| Distributeur                              | Canal+                   | Canal+                       | Gebeka Films                 | Canal+ Family                     | Studiocanal                  | Septième Factory                                  |

## Distribution et personnages
| Personnages          | Films et Séries   | Films et Séries              | Films et Séries              | Films et Séries              | Films et Séries              | Films et Séries                                   |
| Personnages          | Ciné Si (1989)    | Les Contes de la Nuit (1992) | Princes et Princesses (2000) | Dragons et Princesses (2010) | Les Contes de la Nuit (2011) | Ivan Tsarevitch et la princesse changeante (2016) |
| -------------------- | ----------------- | ---------------------------- | ---------------------------- | ---------------------------- | ---------------------------- | ------------------------------------------------- |
| Théo, le vieil homme | Yves Barsacq      |                              | Yves Barsacq                 | Yves Barsacq                 | Yves Barsacq                 | Yves Barsacq                                      |
| Le Garçon            | Philippe Cheytion |                              | Philippe Cheytion            | Julien Béramis               | Julien Béramis               | Julien Béramis                                    |
| La Fille             | Arlette Mirapeu   | Arlette Mirapeu              | Arlette Mirapeu              | Marine Griset                | Marine Griset                | Marine Griset                                     |